# Paderno Ponchielli
Paderno Ponchielli (lombardul: Padèrnu, cremonai nyelvjárásban: Padérn) település Olaszországban, Lombardia régióban, Cremona megyében. Lakosainak száma 1312 fő (2023. január 1.). Paderno Ponchielli Annicco, Casalmorano, Castelverde, Sesto ed Uniti és Casalbuttano ed Uniti községekkel határos.

## Népesség
A település lakossága az elmúlt években az alábbi módon változott:
| Lakosok száma | 1463 | 1434 | 1420 | 1312 |
|               | 2013 | 2017 | 2018 | 2023 |